# Isabelle Fijalkowski
Isabelle Fijalkowski (née le 23 mai 1972 à Clermont-Ferrand), est une joueuse française de basket-ball, évoluant au poste d’intérieure, aujourd’hui cadre technique sportif en Auvergne. Elle remporte l'Euroligue à deux reprises et est intronisée au FIBA Hall of Fame.

## Palmarès

### Équipe de France
- Jeux olympiques d'été
  - 5e aux Jeux olympiques de 2000 à Sydney, Australie
- Championnats du monde
  - 9e au Championnat du monde 1994, Australie
- Championnat d'Europe des Nations
  -  Championne d'Europe 2001, France
  -  Vice-Championne d'Europe 1999, Pologne
  -  Vice-Championne d'Europe 1993, Italie
- 204 sélections en équipe de France.

### Club

#### Compétitions internationales
- Vainqueure de l'Euroligue 1997 et 2002
- Finaliste de l'Euroligue 1996, 1998, 1999, 2001

#### Compétitions nationales
- Championne de France 1992, 1996, 1997, 2001 et 2002
- Championne d'Italie 1998, 1999
- Vainqueure du Tournoi de la Fédération 1996 et 2002
- Vainqueure de la Coupe de France 2001 et 2002
- Championne de Conférence Est - WNBA 1998
- Championne de Conférence Big 8 - NCAA 1995

## Distinctions personnelles
- Meilleure joueuse européenne pour la saison 1996-1997
- Meilleure joueuse du Championnat de France pour la saison 1996-1997
- Meilleure joueuse du Championnat d'Italie pour la saison 1998-1999
- Joueuse la plus adroite de la saison WNBA 1998, 13e marqueuse et 6e rebondeuse[1].
- Avec 2 562 points, elle détient le record des points marqués en équipe de France.
- Médaille d'argent du Ministère français de la Jeunesse et des Sports en 2004.
- En 2011, elle est honorée par le basket-ball français en intégrant la promotion 2011 de l’Académie du basket-ball français[2].
- En mars 2021, elle intègre le FIBA Hall of Fame (promotion 2020) [3].

## Statistiques

### En club

#### WNBA
Saison régulière
| Saison | Équipe               | MJ | M5 | Min  | %T   | %3   | %LF  | Rb  | PD  | Int | Ctr | BP  | F   | Pts  |
| ------ | -------------------- | -- | -- | ---- | ---- | ---- | ---- | --- | --- | --- | --- | --- | --- | ---- |
| 1997   | Rockers de Cleveland | 28 | 28 | 28,7 | 50,8 | 25,0 | 78,6 | 5,6 | 2,4 | 0,6 | 0,6 | 2,6 | 4,6 | 11,9 |
| 1998   | Rockers de Cleveland | 28 | 23 | 28,8 | 54,7 | 40,0 | 82,1 | 6,9 | 2,1 | 0,6 | 1,0 | 2,9 | 4,1 | 13,7 |
| Total  | Total                | 56 | 51 | 28,7 | 52,8 | 35,7 | 80,4 | 6,2 | 2,3 | 0,6 | 0,8 | 2,8 | 4,4 | 12,8 |

Playoffs
| Saison | Équipe               | MJ | M5 | Min  | %T   | %3  | %LF  | Rb  | PD  | Int | Ctr | BP  | F   | Pts  |
| ------ | -------------------- | -- | -- | ---- | ---- | --- | ---- | --- | --- | --- | --- | --- | --- | ---- |
| 1998   | Rockers de Cleveland | 3  | 3  | 35,7 | 42,5 | 0,0 | 86,4 | 9,0 | 1,3 | 0,7 | 0,7 | 1,7 | 4,3 | 17,7 |
| Total  | Total                | 3  | 3  | 35,7 | 42,5 | 0,0 | 86,4 | 9,0 | 1,3 | 0,7 | 0,7 | 1,7 | 4,3 | 17,7 |

## Entraîneuse
- Médaille d'argent au championnat d'Europe U18 2015[4] (entraîneuse adjointe)

## Vie privée
Isabelle Fijalkowski est la mère de la joueuse de basket-ball Alicia Tournebize.